# Kobuz (Szczecinek)
Kobuz [pronunciación en polaco: /ˈkɔAutobús/] es un asentamiento ubicado en el distrito administrativo de Gmina Barwice, dentro del Condado de Szczecinek, Voivodato de Pomerania Occidental, en el norte de Polonia occidental. Se encuentra aproximadamente a 6 kilómetros al sur de Barwice, a 24 kilómetros al oeste de Szczecinek, y a 120 kilómetros al este de la capital regional Szczecin.
Antes de 1945, el área fue parte de Alemania. Para la historia de la región, véase Historia de Pomerania.